# 芮城关岳庙
芮城关岳庙，俗称“北庙”，与“南庙”芮城城隍庙相对，位于中国山西省运城市芮城县古魏镇北关村洞宾街、永乐路十字口东南，芮城县博物馆旁，已列为运城市文物保护单位。

## 历史
芮城关帝庙创建于元末至正年间（1341—1368年），明、清曾多次重修，规模宏大。民国3年（1914年）改为关岳庙，并祀关羽和岳飞。现存建筑为清代建筑，曾遭日军的破坏，1949年后又拆除戏台，仅存献殿和正殿。2002年芮城县政府进行了修缮。

## 建筑
芮城关岳庙坐北朝南，占地面积397平方米。庙内原有献殿、正殿、香亭、戏楼、道院、牌坊等建筑，现仅存献殿、正殿。献殿台基高0.75米，面阔三间，进深四椽，单檐悬山顶，柱头施五踩斗栱。正殿面阔三间，进深五椽，单檐悬山顶，正脊、垂脊构件精美。

## 保护
1984年10月，关岳庙公布为芮城县文物保护单位。2017年11月21日，芮城关岳庙由运城市政府公布为第三批运城市文物保护单位，编号3-43。